# The Robert Gore Rifkind Center for German Expressionist Studies
Das Robert Gore Rifkind Center for German Expressionist Studies ist eine Einrichtung, die sich der umfassenden Erforschung des Expressionismus widmet, jener Bewegung der Moderne, die sich zu Beginn des 20. Jahrhunderts vor allem in Deutschland entfaltete.

## Geschichte
Robert Gore Rifkind war ein bedeutender Kunstsammler und Philanthrop. Er war vier Jahrzehnte lang als Wertpapieranwalt tätig und baute eine der weltweit bedeutendsten Sammlungen deutscher expressionistischer Kunst auf. Seine Sammlung von rund 5000 Arbeiten auf Papier und 4000 dazugehörigen Büchern schenkte er 1983 dem Los Angeles County Museum of Art (LACMA). Daraus entstand das Robert Gore Rifkind Center for German Expressionist Studies.
Die Sammlung des Rifkind Center wird durch Ankäufe, die von der Robert Gore Rifkind Foundation und anderen großzügigen Spendern unterstützt werden, ständig erweitert. Die Sammlung und die Ressourcen des Rifkind Centers stehen Forschern und Besuchern nach Vereinbarung zur Verfügung. Die Sammlung wird durch wechselnde thematische Ausstellungen zugänglich gemacht.

## Sammlung
Die Sammlung beinhaltet Werke auf Papier sowohl von renommierten als auch von weniger bekannten deutschen Expressionisten. Sie ist insbesondere reichhaltig an Kunstwerken von Künstlern der Brücke und weiteren expressionistischen Künstlern, die nach dem Ersten Weltkrieg tätig waren. Auch spätere Strömungen wie die Neue Sachlichkeit, das Bauhaus und Dada sind in der Sammlung vertreten. Auch die berüchtigte Ausstellung „Entartete Kunst“ von 1937 und die von den Nationalsozialisten geförderte NS-Kunst werden dokumentiert.
Ein wichtiger Bestandteil der Sammlung ist die Bibliothek mit über 11.000 Bänden, die Primärwerke des Expressionismus wie illustrierte Bücher und Zeitschriften, Monographien, monographische Reihen, Ausstellungskataloge, Werkverzeichnisse, Almanache, Anthologien und allgemeine zeitgenössische Publikationen zum Expressionismus und zu einzelnen Künstlern umfasst. Die Bibliothek verfügt außerdem über eine umfangreiche Sammlung an Sekundärliteratur, darunter Nachschlagewerke, aktuelle Forschungs- und Ausstellungspublikationen.